# Дворец культуры горняков (Караганда)
Дворец культуры горняков (ДКГ) — один из символов города Караганды.
В его здании проходят почти все праздники. На сцене ДКГ обосновались Казахский драматический театр и Театр музыкальной комедии.

## Описание
Общий объём здания — 70000 м³.

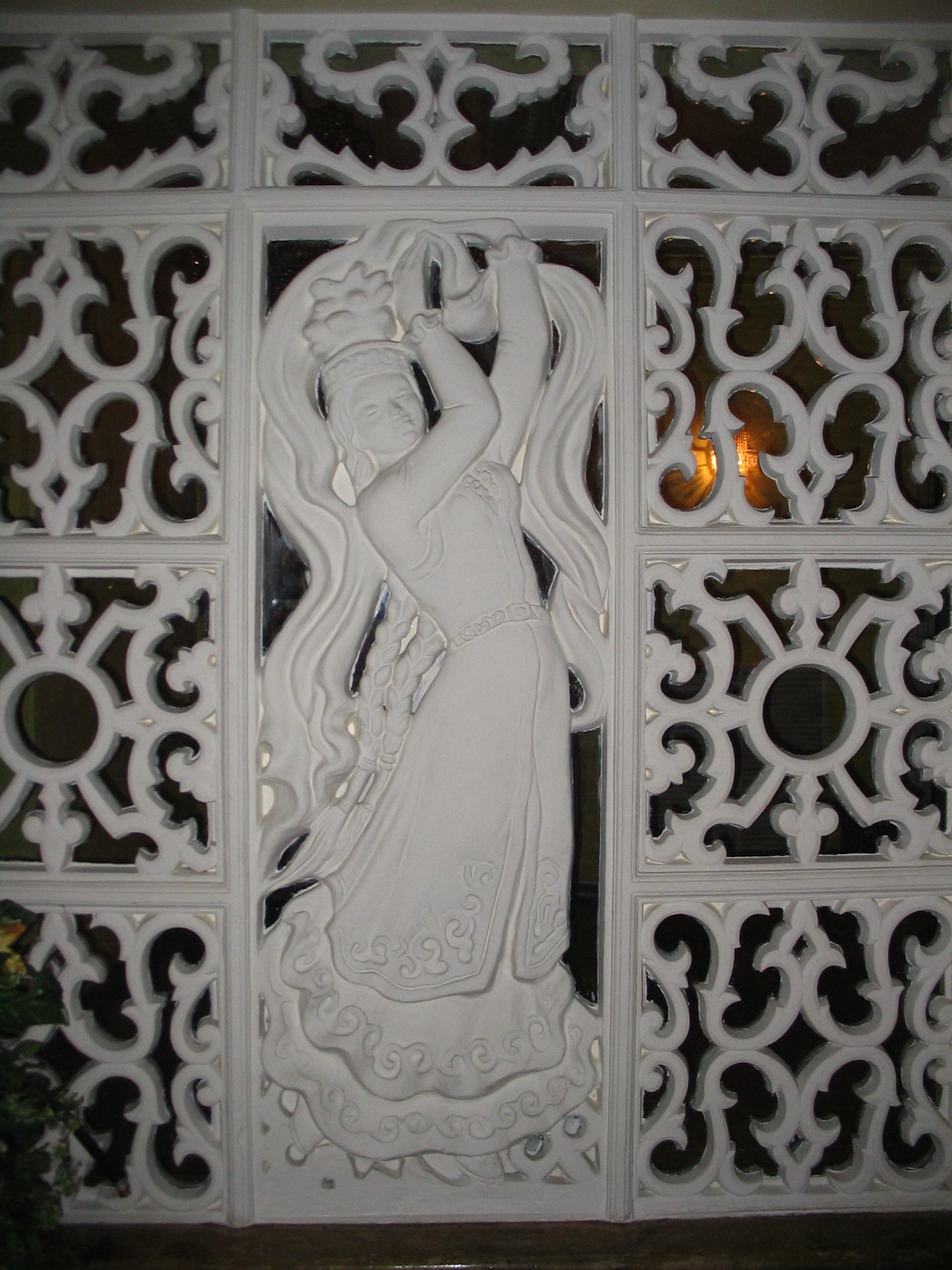
Ажурная ганчевая стена, украшенная силуэтами танцовщиц

Дворец представляет собой симметричную композицию из трёх объёмов. Центральный объём состоит из театрального комплекса — зрительного зала на 1000 мест, вестибюля, верхнего и нижнего фойе, верхних и нижних боковых кулуаров.
В архитектурном образе здания чувствуется влияние прогрессивных форм народного казахского искусства. Главный фасад Дворца культуры имеет трёхосевую симметричную композицию. Центральная часть здания представляет собой мощный шестиколонный портик, состоящий из восьмигранных колонн, прислонённых к далеко отодвинутым от основной стены пилонам. Эти пилоны соединяются со стенами ажурными ганчевыми арками стрельчатой формы. Антаблемент портика увенчан шестью скульптурными фигурами: шахтёра, пастуха, солдата, колхозницы, инженера и акына.
Ризалиты крыльев оформлены нишами, увенчанными стрельчатыми арками. Здание оштукатурено каменной цветной штукатуркой, цоколь и пилоны облицованы гранитом. Ажурная ганчевая стена, отделяющая кассовый вестибюль от нижнего фойе, украшена силуэтами танцовщиц. Блестящие стены искусственного мрамора в нижнем фойе, мраморные лестницы с бронзовыми перилами, роспись купола, хрустальные люстры, удобная и красивая мебель, ковры, картины, бронзовые скульптурные группы.

## Строительство
- В 1940 году по проекту местных архитекторов И. Бреннера и Я. Яноша было начато строительство ДК.
- С началом Великой Отечественной войны строительство ДКГ было временно приостановлено.
- В конце 1950 года центральные части ДКГ были введены в действие.
- В 1952 году ДКГ был полностью введён в эксплуатацию.

Возводили сложный и весьма ответственный объект трест «Карагандажилстрой» (управляющий А. Маслов) и Сталинское СУ (управляющий Пай).
Роспись потолка вели высокопрофессиональные художники-монументалисты декоративно-оформительского Московского товарищества художников (художники К. А. Тутеволь и Аксенов) на тему дружбы людей различных национальностей. Зрительный зал дворца отделан лепным казахским орнаментом по рисункам казахского художника Шарила Тугембаева.